# Reflections of a Sound
Reflections of a Sound és una cançó del grup australià de rock alternatiu Silverchair, i concretament pertany al seu cinquè àlbum Young Modern, del qual és el segon senzill. En senzill es va llançar únicament a Austràlia en format digital i com a CD de promoció el 14 de juliol del 2007.
El videoclip es va rodar a Queensland sota la direcció de Damons Escott i Stephen Lance, i amb la producció de Leanne Tonkes. Seguint l'estil de l'àlbum, està fortament influït per l'art en moviment de "De Stijl". També inclou referències a altres artistes com Dalí, Da Vinci, Magritte, Mondrian i Warhol.

## Llista de cançons
Digital release AUS
1. "Reflections of a Sound"
2. "Straight Lines (Live from Carriageworks Album Launch)"
3. "Mind Reader (Live from Carriageworks Album Launch)"
4. "Luv Your Life (Live from Carriageworks Album Launch)" (només iTunes Store)

Promo CD AUS (ELEVENCDPRO72)
1. "Reflections of a Sound"

- Disponible només en CD de 5".